# Тарасевич, Ольга Ивановна
О́льга Ива́новна Тарасе́вич (род. 19 февраля 1977, Минск, Белорусская ССР, СССР) — белорусская русскоязычная писательница. Одна из самых успешных писателей Беларуси.

## Биография
Ольга Тарасевич окончила факультет журналистики Белорусского государственного университета (1994 — 1999). Работая журналистом, готовила очень много статей о криминале и попутно выясняла нюансы, нужные для книги. Приходилось посещать прокуратуры в России и Беларуси, тюрьмы, морги, отделы внутренних дел.
Всегда любила читать детективы. Первый роман написала в двадцать лет, но он не был издан. Потом была ещё одна попытка, также неудачная. Третья из написанных ею книг была опубликована тиражом в 4 тысячи экземпляров. Первая книга — «Без чайных церемоний», вышла в 2006 году. Эту книгу начала писать, находясь дома на больничном, и написала за 2 недели.
Романы Ольги Тарасевич выходят в издательстве «Эксмо», в серии «Артефакт-детектив». Основа сюжета серии «Артефакт-детектив»: изысканная интрига, восхитительный исторический антураж, эксклюзивные сюжеты. Главным предметом неизменно становится артефакт — предмет искусства, преимущественно созданный в прошлых столетиях, который порождает сначала ажиотаж, а затем преступление. В своих произведениях Ольга сама придумывает вымышленных преступников и жертв. Из реальной жизни в её романах только следователи, сотрудники милиции и судмедэксперты, трудом которых она восхищается. Перед написанием Ольга Тарасевич обычно составляет план романа, придумывает героев и расписывает все сцены (хотя и не всегда всё идёт по плану).
Помимо литературной деятельности, до 2013 года работала заместителем главного редактора еженедельника «Обозреватель», а также в негосударственных печатных СМИ: «Свободные новости», «Белорусская газета», «БДГ». Является одним из авторов сценария сериала «Возвращение Мухтара» на телеканале НТВ.
Свои детективы Ольга Тарасевич издает в основном в России. Общий тираж изданных романов, со всеми допечатками и сборниками рассказов, превысил на 2011 год 350 тысяч экземпляров. Продаются её книги и на её родине, в Беларуси. Согласно рейтингу белорусского интернет-портала TUT.BY она признана лидером (I место) в Топ-10 самых успешных писателей Беларуси за 2010-2012 годы.

## Библиография

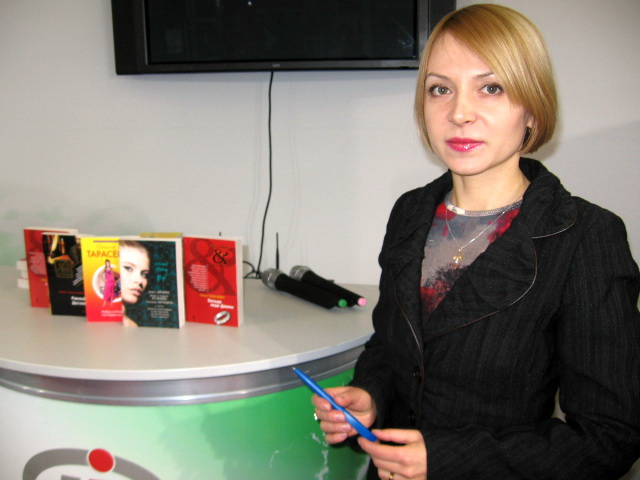
Ольга Тарасевич рядом со своими книгами, изданными в издательстве «Эксмо», на «XVIII Минской международной книжной выставке-ярмарке»

### Книги серии «Артефакт-детектив» (изд-во «Эксмо»)
- Ожерелье Атона (2007 г.) — в роскошном египетском отеле Хургады один за другим умирают русские туристы: все они охотились за ожерельем Атона.
- Копия любви Фаберже (2008 г.) — детектив, в центре которого уникальное яйцо Фаберже, созданное ювелиром, вдохновлённым творчеством красавицы балерины Матильды Кшесинской.
- Копьё Судьбы (2008 г.) — детектив, в центре которого копьё, которым убили Иисуса Христа. После окончания Великой Отечественной войны артефакт оказывается в Москве.
- Сокровище князей Радзивиллов — в период наполеоновского похода на Россию в Несвиже исчезают легендарные «двенадцатых апостолов», отлитых из золота, в человеческий рост, инкрустированных драгоценными камнями, из сокровищницы княжеского рода Радзивиллов, во времена управления Несвижем Домиником Радзивиллом. Спустя столетия появляется информация о том, что клад обнаружен. В Несвиже происходят жестокие убийства. Преступник расправляется с молодыми мужчинами и покрывает их тела золотой краской. Он явно использует старинную легенду.
- Тайна перстня Венеры (2009 г.) — перстень Венеры много веков назад озарил своим блеском роковую любовь гетеры и раба-гладиатора. В наши дни перстень находит турист в пещерных развалах. Артефакт снова манит в золотую паутину своей красоты, толкает на безумства и преступления.
- Кольцо леди Дианы (2010 г.) — во время аварии, в которой погибла леди Диана, с её руки слетает кольцо — сверкающий бриллиантами подарок аль-Файеда — сорвалось с пальца и покатилось к ногам репортёра — следующего владельца в списке обречённых. На этот раз журналистка и писательница Лика Вронская ищет убийцу редактора, которая работала на съемках фильма, и пропавшее у убитой кольцо — предположительно, оно принадлежало принцессе Диане и было похищено одним из папарацци в ночь гибели принцессы.
- Подарок Мэрилин Монро (2011 г.) — действие новой книги про журналистку и писательницу Лику Вронскую разворачивается в Америке. В центре детективного сюжета — аудиозаписи бесед Мэрилин Монро с личным психиатром, одна из которых содержит опасную правду: смерть актрисы из-за передозировки снотворного была не самоубийством, а спланированной операцией американских спецслужб.
- Золотой венец Трои (2012 г.) — по преданию этим золотым венцом когда-то владела сама царица Карфагена Дидона, получившая его из рук могучего троянца Энея. Все, кто завладевал этим древним сокровищем, трагически погибал, и зачастую — ужасной смертью. Согласно преданию — венец вызывает у всех страстное желание заполучить его в свои руки любой ценой! Писательница Лика Вронская, приехавшая отдыхать в Тунис, случайно сталкивается не только с новым владельцем кровавого венца, но и с очередной криминальной запутанной историей. Бесценное украшение, каким-то образом оказавшееся в руках простого арабского парня Салаха, исчезло. Оно было украдено одним из отдыхающих в отеле. А после кражи начинают одно за другим происходить убийства. Лика Вронская пытается подстроить преступнику ловушку, чтобы исключить появление новых жертв кровавого троянского венца.
- Оберег Святого Лазаря (2012 г.) — более двух тысяч лет назад оберег Святого Лазаря принадлежал тому, кто был воскрешён из мёртвых. Сегодня, некоторые неизвестные и невероятно могущественные силы, для того, чтобы завладеть им, не пожалеют и десятков человеческих жизней.
- Талисман Михаила Булгакова (2013 г.) — за талисманом Михаила Булгакова (золотым браслетом, подарком первой жены, вера в который поддерживала писателя в тяжёлые годы) в наши дни разворачивается охота неизвестных, но влиятельных людей. Сына судмедэксперта Наталии Писаренко, Дмитрия, задерживают по подозрению в совершении убийства, которое он не совершал. И она вынуждена, чтобы доказать невиновность сына, разыскать настоящего преступника. В ходе расследования выясняется, что преступник охотился за браслетом Михаила Булгакова.
- Тайна «Красной Москвы» (2015 г.). Роскошный аромат духов «Красная Москва» по сей день покоряют многих женщин. Этот аромат подарили императрице Александре Федоровне сыновья парфюмера Генриха Брокара. В наше время за антикварным флаконом «Красной Москвы» развернулась настоящая охота, кто-то за него убивает людей. В парфюмерной мастерской убили лаборанта и в то же время пропал старинный флакон с духами «Красная Москва» которые сыновья Генриха Брокара подарили императрицы Александре Федоровне. Лика Вронская пытается помочь вернуть флакон, хотя и понимает, что убийца не остановится ни перед чем.

### Последовательность книг серии «Артефакт-детектив»

#### Журналистка и писательница Лика Вронская
- Без чайных церемоний.
- Ожерелье Атона.

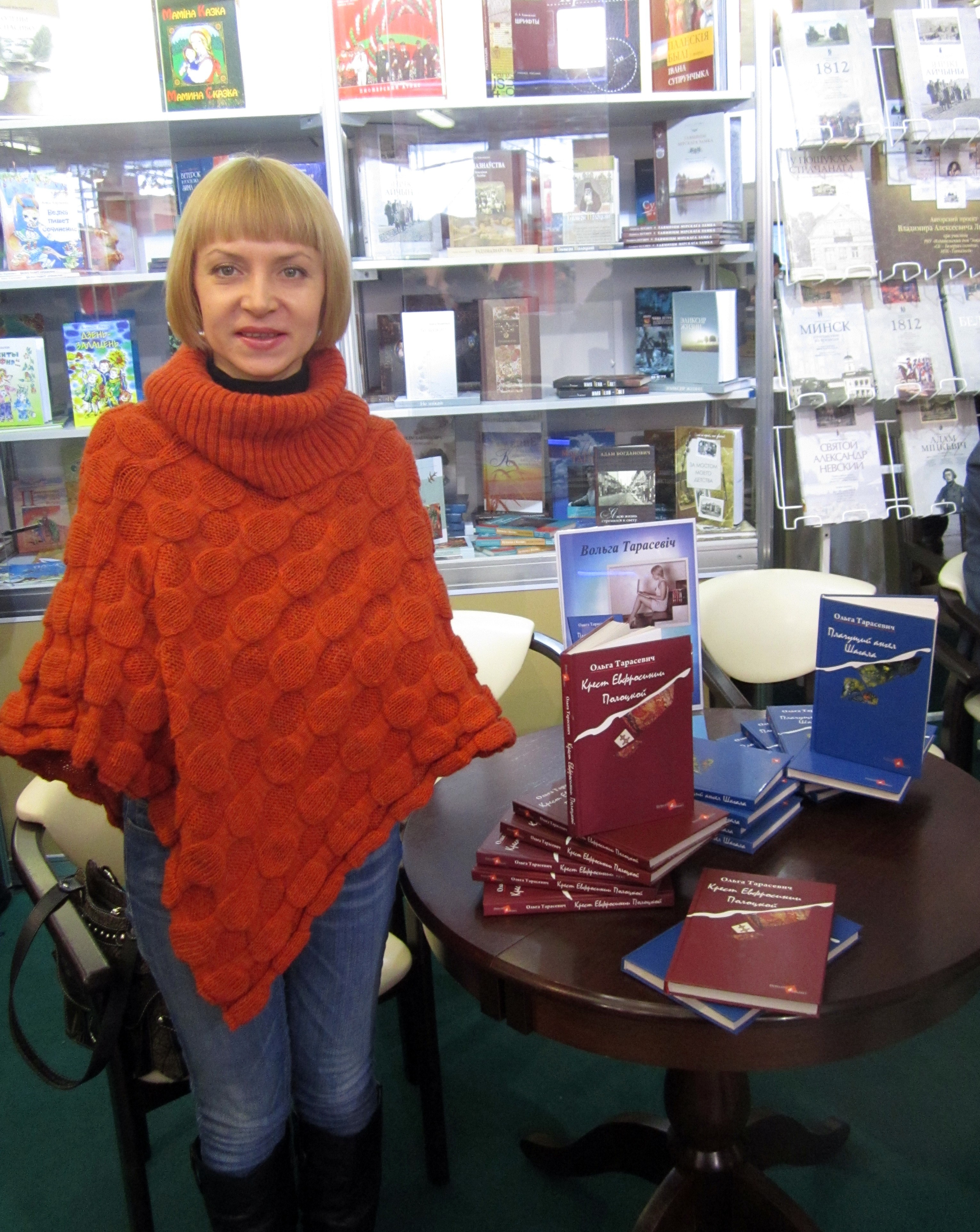
На презентации книг, переизданных в Издательском доме «Звязда». XX Международная книжная выставка, Минск, 2013

- Проклятие Эдварда Мунка (роман, 2007 г.) — события разворачиваются вокруг картин норвежского художника Эдварда Мунка, вокруг которых всегда происходили непонятные истории. Несколько лет назад шедевры экспрессиониста исчезли из музея в Осло, а недавно были обнаружены при загадочных обстоятельствах в Москве.
- Смертельный аромат № 5 (роман, 2007 г.) — девушек из модельного агентства «Supermodels» ждала трагическая судьба. Одна за другой они умирали в полушаге от славы, за пять минут до кастинга.
- Плачущий ангел Шагала (роман, 2007 г.) — художник Марк Шагал в своих картинах создал свой мир со светлыми ангелами и влюблёнными, парящими над землёй. Но спустя десятилетия из-за одной его неизвестной работы стали совершаться преступления.
- Крест Ефросинии Полоцкой (2007 г.) — всякого, кто прикоснётся к кресту Евфросинии Полоцкой с недобрыми намерениями, постигнет судьба Иуды. Этого проклятия испугался даже Иван Грозный.
- Роковой роман Достоевского (2008 г.) — расследования вокруг людей, которые интересуются рукописью неизвестного романа Фёдора Достоевского «Атеизм», и при этом умирают.
- Копия любви Фаберже
- Копьё судьбы
- Кольцо принцессы Дианы
- Сокровище князей Радзивиллов
- Подарок Мерилин Монро (2011 г.)
- Золотой венец Трои (2012 г.)
- Тайна «Красной Москвы» (2015 г.)

#### Судмедэксперт Наталия Писаренко
- Последняя тайна Лермонтова (2009 г.) — действия разворачиваются в старинном замке, принадлежавшем прежде музе Михаила Лермонтова княгине Марии Щербатовой.
- Тайна перстня Венеры
- Оберег Святого Лазаря («Защитный амулет экстрасенса, или Оберег Святого Лазаря») (2012 г.). Меньше всего судмедэксперт Наталия Писаренко предполагала, что её профессиональные навыки потребуются в «Останкино», на съёмках телепроекта с участием экстрасенсов «Ясновидящие». Но вскоре Наталия понимает: смерть женщины-экстрасенса была отнюдь не случайной. Более того — трагедия могла быть связана с самой программой. Выясняется, что за телевизионными разборками скрывается кое-что более важное и опасное.
- Талисман Михаила Булгакова (2013 г.)
- Карты великого мага (2014 г.). Чёрный маг Алистер Кроули проработал пять лет над колодой карт Таро, обладающих огромной силой и используемые в магии для изменения реальности. После его смерти они были завещаны сыну, но в руки наследника колода так и не попала...  Коллега Наталии Писаренко был убит. Ей удалось выяснить, что тот до своей смерти увлекся эзотерикой и посещал магическую школу «Атлантида», куда она приходит под видом ученицы. Но в школе трудно кого-то заподозрить способного на убийство. Судмедэксперту Писаренко удаётся выяснить, что её коллега обладал мощным магическим артефактом — Таро Тота, возможно того самого мага. Карты исполняют любое желание своего владельца, и находятся в преступных руках…[14].
- Печать Каина (2014 г.). Печать Каина всегда связана с двумя — с палачом  и жертвой: Каин и Авель, Моцарт и Сальери, Пушкин и Дантес. В древнем кольце с изумрудом и с тысячелетней историей проклятия заточены их эмоции. Наталия Писаренко случайно узнаёт, что цепочка воплощений продолжается и в наши дни[15].

### Книги серии «Экстрасенс ведёт расследование» (изд-во «Эксмо»; переиздания)
- Защитный амулет экстрасенса, или Оберег Святого Лазаря (2013 г.)
- Дар Высших сил, или Талисман Михаила Булгакова (2014 г.)

### Книги серии «Криминальная мелодрама»
- Любовь по Интернету или Подари ему весь мир
- Дотянуться до звезды, или Птица счастья в руке (2010 г.) — детектив, в котором главная героиня с детства мечтала блистать на публике, грезила о роскошной жизни с богатым и знаменитым мужем.

### Рассказы
- Белые дни
- Если растает любовь
- Коррида со смертью

### Детективы вне серий
- Чеченский угол — рядовая командировка журналистки в Чечню, с бойцами СОБРа, превращается в ад. Боевики спланировали ряд диверсий против федералов, в результате которых погибают как армейские начальники, так и рядовые, и мирные жители. По возвращении в Москву она выясняет, что кто-то использует сложные ситуации для хладнокровных убийств российских генералов.
- Каникулы для ангелов и демонов — перед Новым годом продавщица книжного магазина Катерина мечтает пристроить бездомных щенков. По странному стечению обстоятельств это и другие её желания начинают исполняться. Она хочет всем добра, но провоцирует всё новые и новые проблемы. В конце концов оказывается в смертельной опасности, и спасти её саму уже может только чудо.

### В сборниках с другими авторами
- Crime story № 04 (2009 г.) — сборник коротких криминальных историй
- Crime story № 6 (2009 г.) — сборник остросюжетных историй
- Летний детектив (2009 г.) — сборник детективов
- Новогодний детектив (2009 г.) — сборник детективов

## Экранизация
«Белтелерадиокомпания» купила права на экранизацию шести романов Ольги Тарасевич: «Без чайных церемоний», «Ожерелье Атона», «Проклятие Эдварда Мунка», «Смертельный аромат № 5» и «Плачущий ангел Шагала», «Сокровище князей Радзивиллов». Сериал, состоящий из 12 серий, вышел под названием «Поцелуй Сократа».
Первый фильм по её роману «Смертельный аромат № 5». В нём журналистка Лика Вронская и следователь Владимир Седов должны разобраться с преступлениями, происходящими в сфере модельного бизнеса. Вся история началась очень давно, когда знаменитая модельер Габриэль Шанель придумала маленькое чёрное платье и потрясающие духи Chanel No. 5, которые и по сей день пользуются спросом. Съёмки проходили в Беларуси, главный режиссёр — Олег Фесенко.

## Фотогалерея

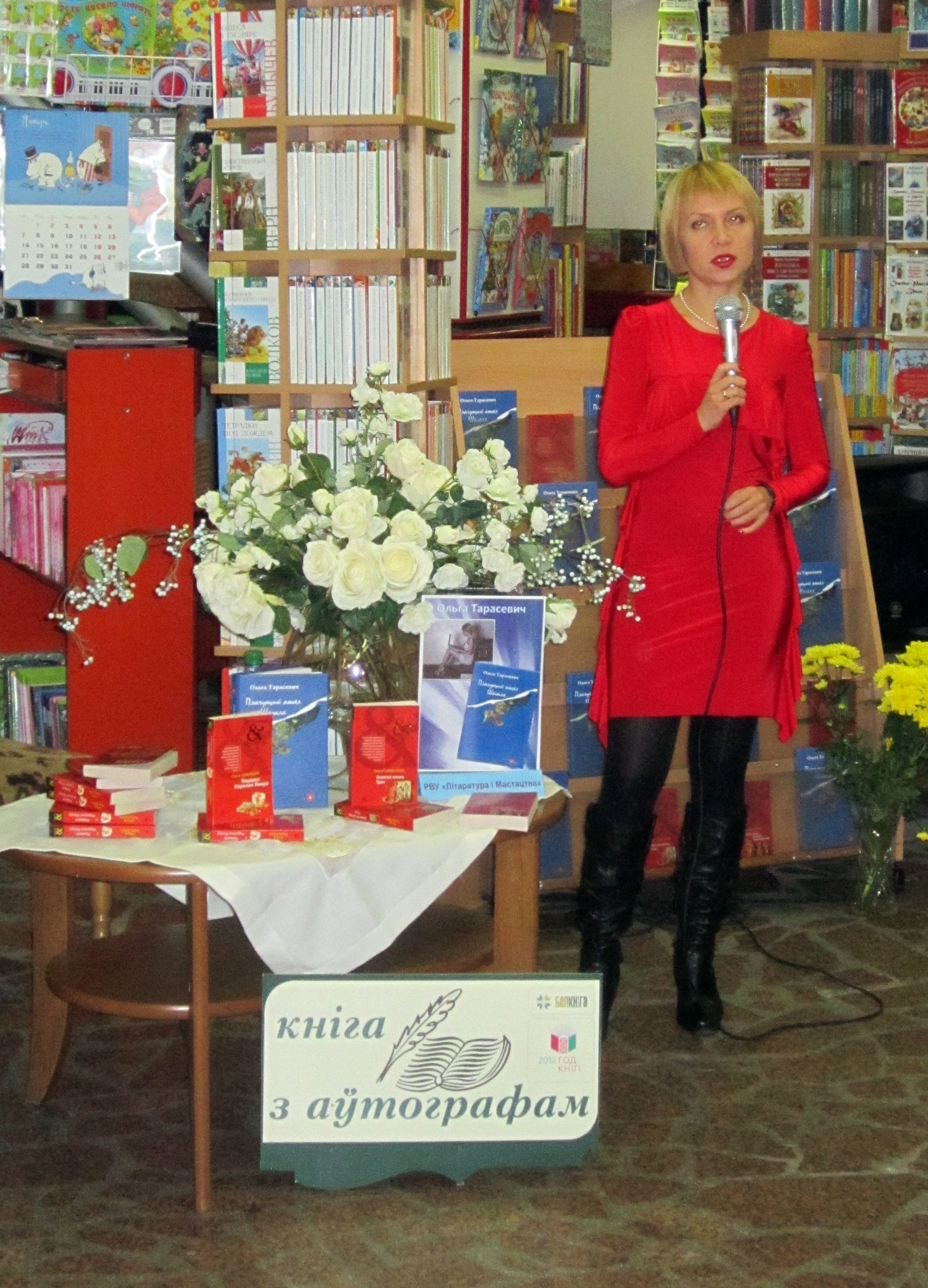
Автограф-сессия Ольги Тарасевич. Книжный магазин «Центральный», Минск (30.11.2012)
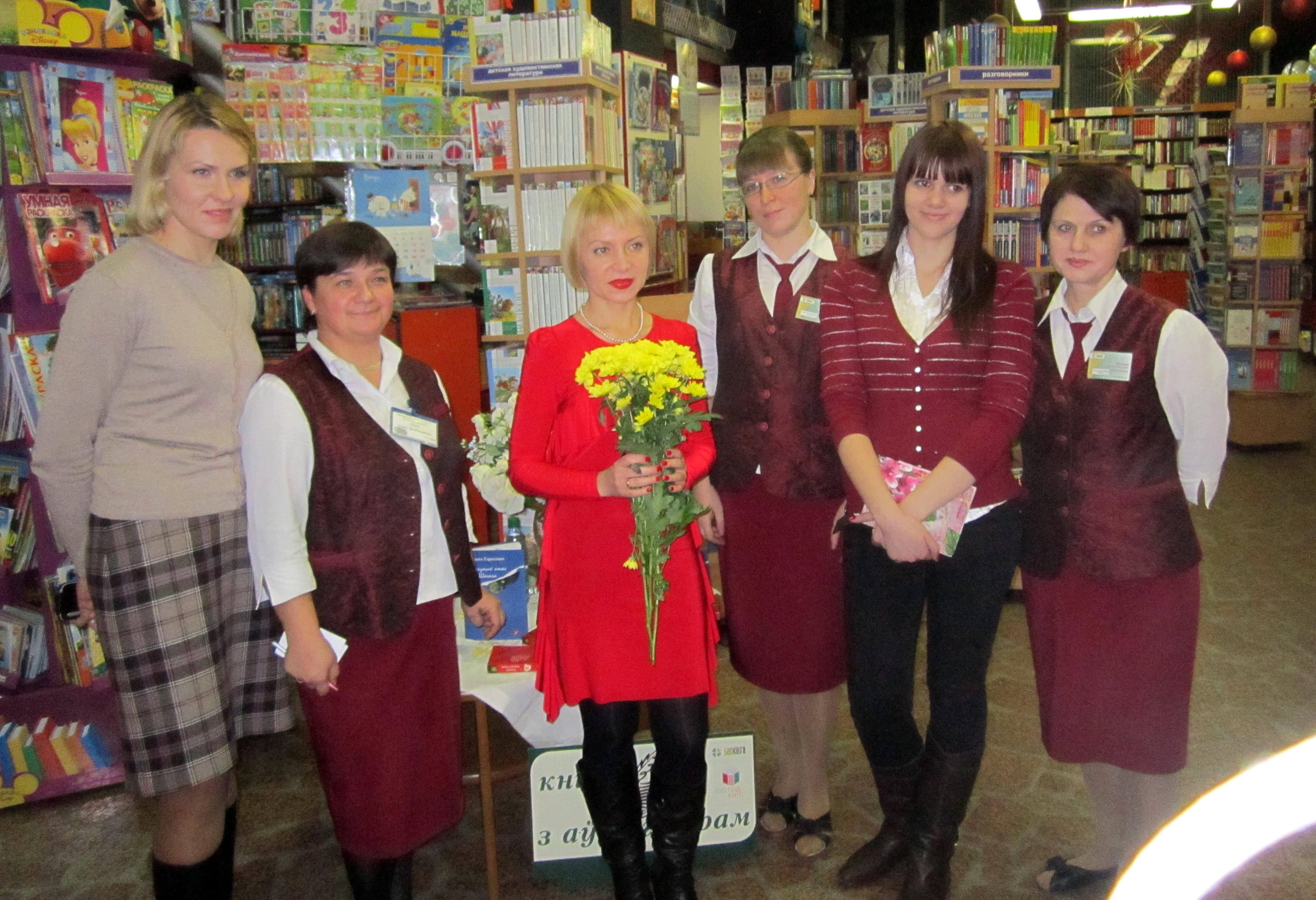
После автограф-сессии вместе с сотрудницами книжного магазина «Центральный»
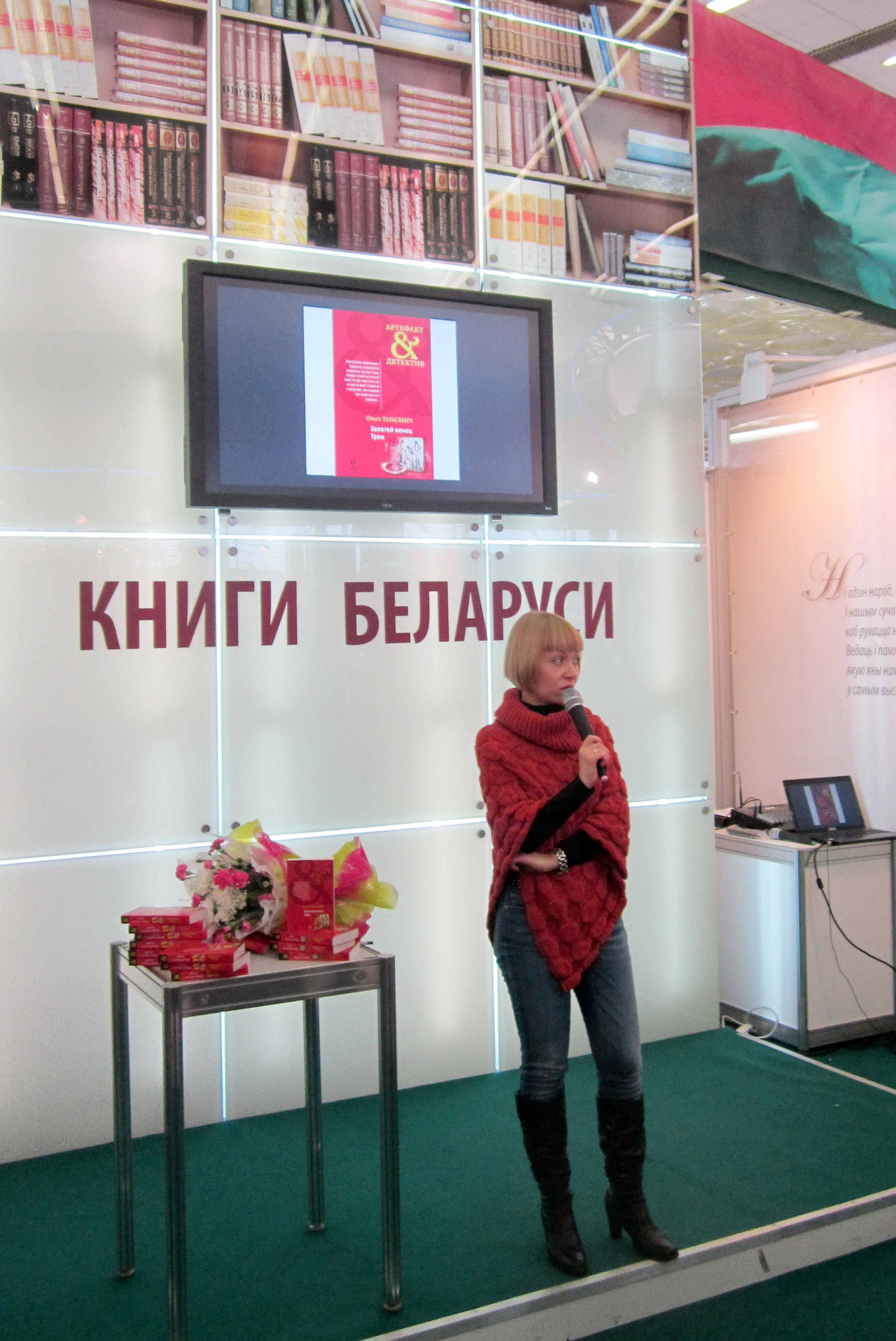
XX Международная книжная выставка. Презентации романа, вышедшего в «Эксмо» — «Золотой венец Трои» (Минск, 09.02.2013)
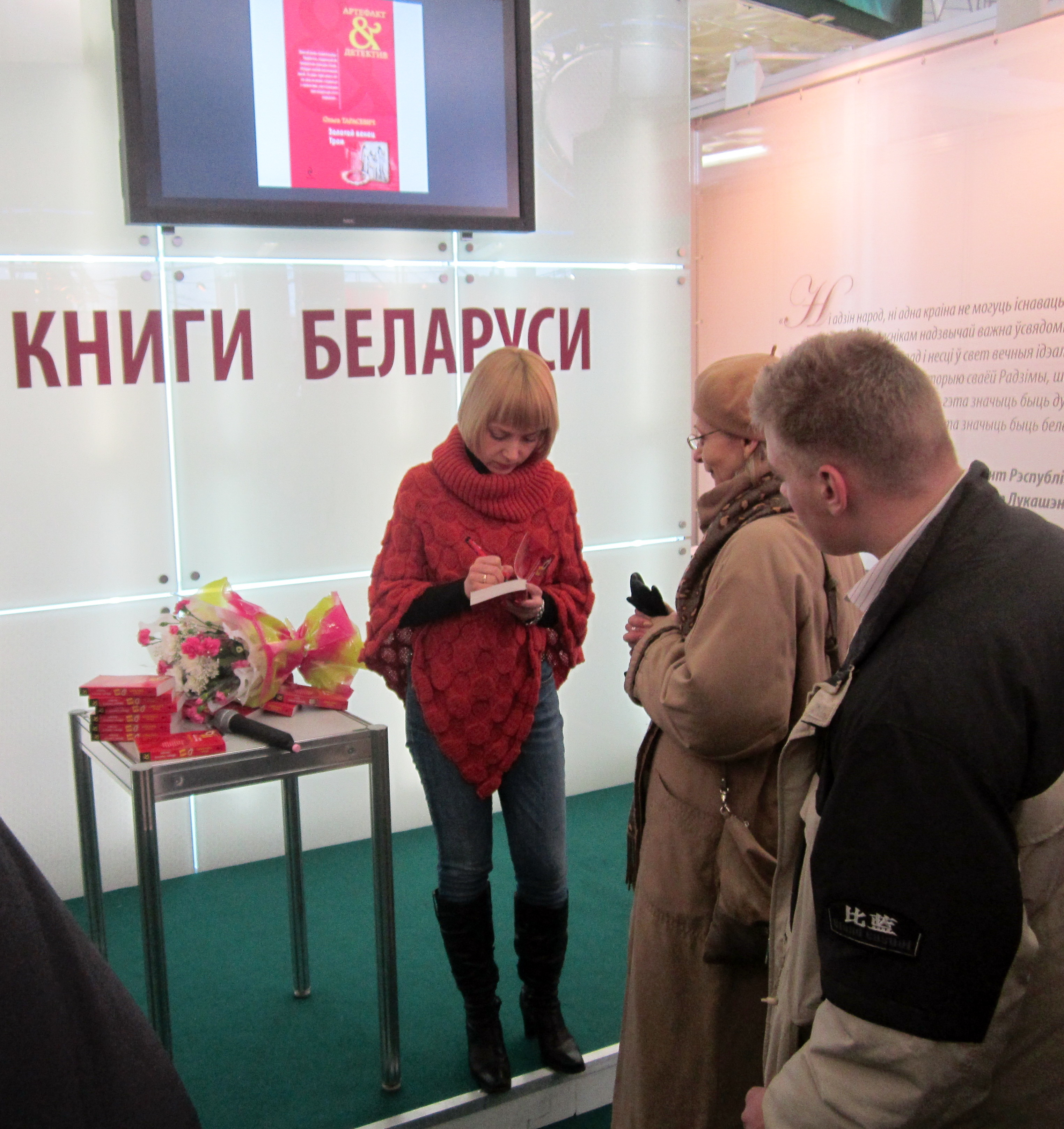
Раздача автографов
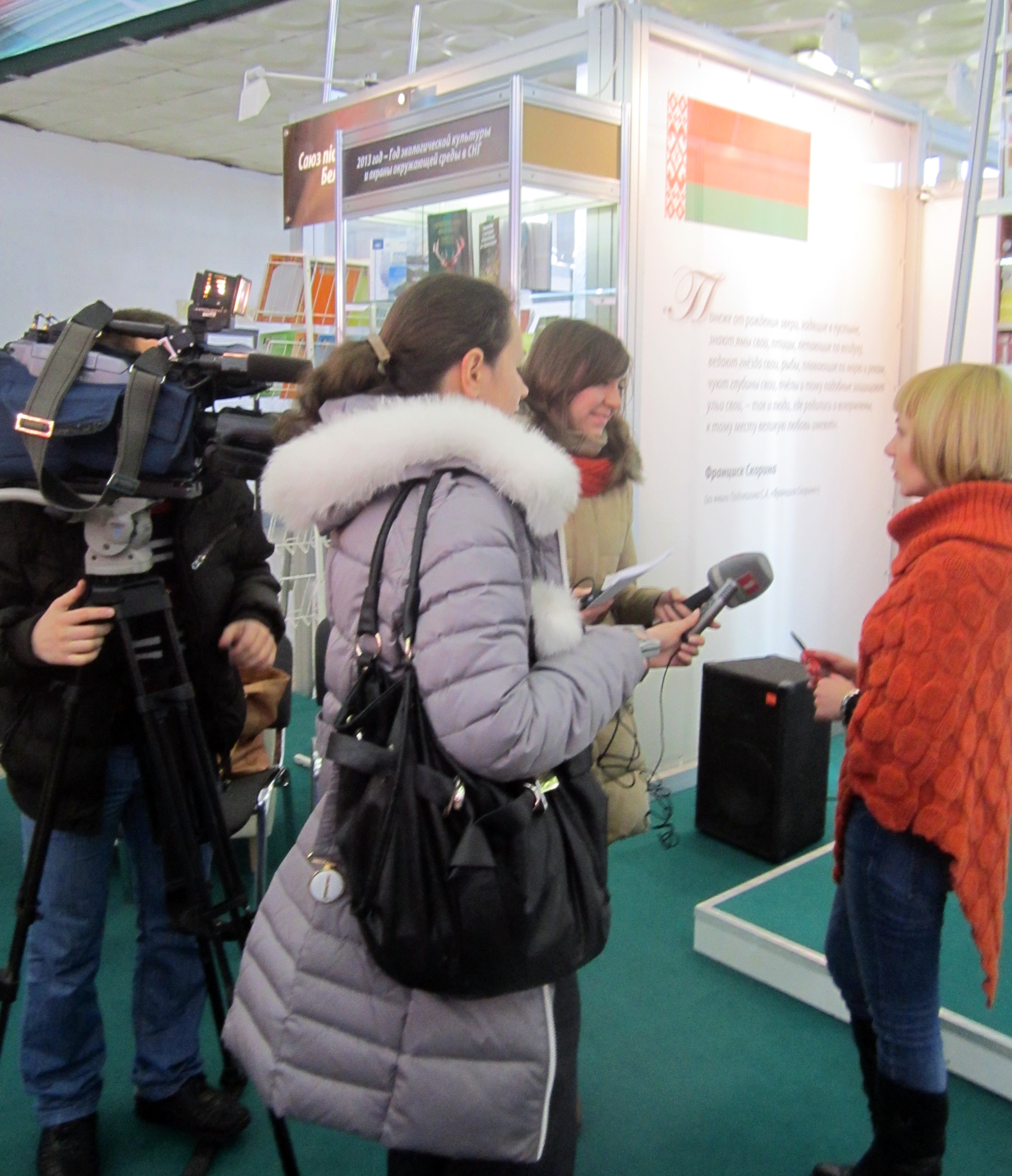
Интервью телеканалу «Беларусь-1»